# 仁木ふみ子
仁木 ふみ子（にき ふみこ、1926年10月30日 - 2012年8月9日）は、日本の労働運動家。日教組の活動家、文筆家。

## 経歴
大分県で生誕する。卒業後に高校教諭になり大分県教職員組合での活動に精を出す。1983年日本教職員組合婦人部長、同中央執行委員。「全国高校女子教育問題研究会」会長、「中国山地教育を支援する会」世話人、温州山地教育振興基金会副会長、宋慶齢日本基金会副理事長。中国宋慶齢基金会名誉理事、上海宋慶齢基金会名誉理事、NPO中帰連平和記念館館長。

## 著書
- 読書感想文指導の基底 共文社、1969
- 女性は天の半分を支える 『宋慶齢選集』に学ぶ ドメス出版、1976
- 関東大震災中国人大虐殺 1991.9. 岩波ブックレット
- 震災下の中国人虐殺 中国人労働者と王希天はなぜ殺されたか 青木書店, 1993.8
- 抗日戦争と一女性 宋慶齢の場合 アドバンテージサーバー, 1995.6 ブックレット生きる
- 無人区長城のホロコースト 興隆の悲劇 青木書店、1995.9
- ある戦後 中国と日本のはざまを生きる ドメス出版、2010.7

## 編纂
- 関東大震災下の中国人虐殺事件 史料集 今井清一監修 明石書店, 2008.10

## 翻訳
- 宋慶齢選集 ドメス出版、1979.4

## 参考
- 史料集 関東大震災下の中国人虐殺事件 - 紀伊国屋書店BookWeb